# Puezspitzen
Puezspitzen (ladinsky: Pizes de Puez) je dvouvrcholová hora v jihotyrolských Dolomitech. Západní vrchol, Westliche Puezspitze, je se svými 2918 m nejvyšším vrcholem horské skupiny Puez, zatímco východní vrchol, Östliche Puezspitze, je se svými 2913 m vzdálen asi 300 m a je o něco nižší.

## Poloha
Vrcholy Puezspitzen se nacházejí na severozápadě horské skupiny Puez v jihotyrolských Dolomitech (Itálie). Západní vrchol (2918 m)[1] a východní vrchol (2913 m) jsou od sebe odděleny malým sedlem a jsou od sebe vzdáleny asi 300 m. Na západě hřeben pokračuje směrem k Piz Duleda (2909 m). Na jihovýchodě hřeben klesá k mnohem nižšímu Puezkofelu (2725 m). Směrem k jihu se hora svažuje do údolí Langental přes Puezalm, zatímco směrem k severu se na Puezspitzen odděluje hřeben, který odděluje horní část údolí Campiller od údolí Zwischenkofeltal a dosahuje svého nejvyššího bodu s Piz Somplunt (2738 m).
Hranice obcí St. Martin in Thurn a Selva Gardena prochází po vrcholovém hřebeni. Celý vrchol je součástí přírodního parku Puez-Geisler.

## Alpinismus
Východní vrchol Puezspitzen je významným turistickým cílem, na který vede značená cesta. Začíná u chaty Puezhütte na jihovýchodě, přechází jižní svahy Puezkofelu a pak vede strmým terénem od jihovýchodu na vrchol s mnoha serpentinami. Výstup je v literatuře popisován jako nenáročný a často se kombinuje s výstupem na Puezkofel.

## Název
Vrcholy Puezspitzen vděčí za své jméno pravděpodobně salaši Puezalm na jihu, i když samotné vrcholy jsou doloženy již dříve. V roce 1520 je zmiňován Paiz kofl a v Atlasu Tyrolensis z druhé poloviny 18. století se objevuje Puetsen B.. Etymologie slova Puez je nejasná. Je možné, že souvisí s předřímským bova s významem suťový proud způsobený sesuvem půdy.